# Hifi-Rack

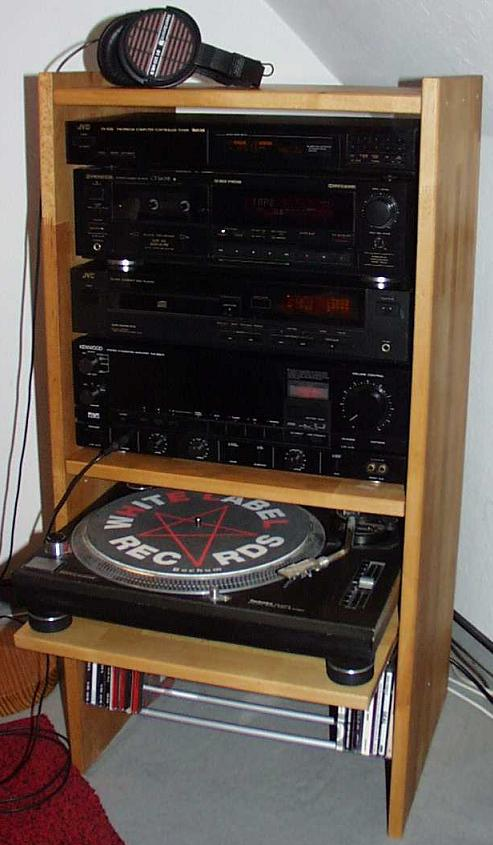
Hifi-Rack aus Holz mit ausziehbarem Boden für einen Plattenspieler und eigenem CD-Fach (ganz unten)

Ein HiFi-Rack oder auch Phono-Rack ist ein spezielles Regal für eine Stereoanlage (HiFi-Turm).
Meist ist die Breite auf die üblichen Abmessungen von HiFi-Komponenten wie Verstärker, CD-Player, Tapedeck, Tuner und Plattenspieler abgestimmt (typischerweise etwa 44–46 cm, vergleiche 19-Zoll-Rack). Fächer für die Aufbewahrung von LPs, CDs oder auch ausziehbare Böden ergänzen das Regal. Gängige Materialien sind Metall oder Holz für tragende Elemente und Glas für die einzelnen Böden und Türen. Mit dem Zusammenwachsen von Musikhören und Fernsehen (Heimkino) seit etwa dem Jahr 2000 werden zunehmend Möbelstücke angeboten, auf denen oben ein TV-Gerät Platz hat, und bei denen die anderen Geräte wie Digitalreceiver und AV-Receiver in den Regalfächern untergebracht sind. Durch diese Entwicklung und auch die Reduzierung der Anzahl für das Musikhören notwendiger Einzelkomponenten hat die Verbreitung herkömmlicher Racks seit den 2010er Jahren eher abgenommen.